# Daniel Moreau Barringer
Daniel Moreau Barringer (Raleigh, 25 maggio 1860 – Filadelfia, 30 novembre 1929) è stato un geologo statunitense noto soprattutto per essere stato il primo a provare l'esistenza di crateri meteoritici sulla Terra, identificando il Meteor Crater in Arizona.
Il sito è stato rinominato cratere di Barringer in suo onore, sebbene l'uso del nome avvenga prevalentemente nell'ambito della comunità scientifica.

## Biografia
Daniel Barringer, figlio del politico Daniel Moreau Barringer e nipote del generale confederato Rufus Barringer, perse la madre all'età di sette anni ed il padre a tredici. La sua formazione fu affidata a scuole militari, finché non entrò all'Università di Princeton, dove conseguì un primo livello di laurea nel 1879. Nel 1882 si laureò alla scuola di Legge dell'Università della Pennsylvania e svolse la professione di avvocato fino al 1889. Successivamente studiò geologia e mineralogia, rispettivamente, all'Università di Harvard e all'Università della Virginia.
Nel 1892, acquistò con l'amico Richard A. F. Penrose Jr. ed altri una miniera di oro e argento nella contea di Cochise, in Arizona. Successivamente, Barringer scoprì una miniera d'argento, la Commonwealth Silver Mine, a Pearce. Queste avventure minerarie gli procurarono una certa ricchezza.
Nel 1902, Barringer venne a conoscenza dell'esistenza di un grande cratere (di un chilometro e mezzo di diametro) a circa 55 chilometri da Flagstaff, in Arizona. Il cratere era noto come Coon Mountain ed era stato studiato dal geologo Grove Karl Gilbert nel 1891. Gilbert aveva ipotizzato che il cratere potesse essere conseguenza di un'esplosione di origine vulcanica oppure dell'impatto di un grosso meteorite ferroso. Dopo aver condotto esperimenti in loco, tuttavia, Gilbert aveva escluso che il cratere potesse essere derivato da un evento d'impatto e l'aveva indicato di conseguenza - sebbene non troppo convintamente - come il risultato di un'esplosione di vapore, nonostante la chiara presenza di particelle meteoritiche di ferro nelle sue vicinanze.
Inizialmente scettico, Barringer si persuase, invece, che dovesse trattarsi di un cratere meteoritico e, con obiettivi sia scientifici sia economici, creò la Standard Iron Company, nella quale coinvolse il matematico e fisico Benjamin C. Tilghman. La compagnia avrebbe dovuto scavare nel cratere alla ricerca del meteorite ferroso di cui Gilbert aveva inizialmente ipotizzato l'esistenza e che Barringer riteneva vi fosse sepolto. Condusse perforazioni nel cratere e nelle zone limitrofe tra il 1903 e il 1905, concludendo che il cratere era stato generato da un violento impatto. Non riuscì invece a trovare il meteorite.
Nel 1906, Barringer e Tilghman presentarono i loro primi lavori allo U.S. Geological Survey - che furono pubblicati sul Proceedings of the Academy of Natural Sciences a Filadelfia - in cui descrivevano le prove che sostenevano l'origine meteoritica del cratere. Ne derivò una controversia che andò avanti per vent'anni prima che fosse accettata pienamente nella comunità scientifica l'ipotesi di Barringer e fu solo negli anni cinquanta che lo U.S. Geological Survey la ufficializzò.
Le ricerche nel cratere proseguirono fino al 1929 senza mai trovare il meteorite da dieci milioni di tonnellate che Barringer assumeva vi fosse celato. Per quella data, poi, l'astronomo Forest Ray Moulton aveva eseguito dei calcoli sull'energia rilasciata durante l'impatto, giungendo alla conclusione che il meteorite fosse probabilmente vaporizzato nell'istante in cui aveva raggiunto il suolo. Barringer aveva speso 600.000 dollari nell'esplorazione mineraria del cratere, arrivando fin quasi alla bancarotta, senza aver trovato quel ferro che gli avrebbe permesso di ricavare profitto dall'impresa.
Barringer morì di un attacco di cuore il 30 novembre 1929, poco dopo aver letto le argomentazioni che non lasciavano alcuna chance alla possibilità di trovare il meteorite. Gli sopravvissero sua moglie, Margaret Bennett, e otto figli che, con i loro discendenti, costituirono la Barringer Crater Company, che tuttora detiene il cratere.
All'epoca della sua morte, Barringer aveva convinto la maggior parte della comunità scientifica della correttezza della sua teoria, che ottenne ulteriori conferme grazie a nuove prove raccolte negli anni sessanta soprattutto da Eugene Shoemaker.
Barringer muore nel 1929 ed oggi riposa nel Green Mount Cemetery di Baltimora.

## Onorificenze
Gli è stato intitolato il cratere Barringer sulla faccia nascosta della Luna e un minerale, la barringerite.

## Opere
- A Description of Minerals of Commercial Value (1897)
- The Law of Mines and Mining in the United States (1897)